# JChemPaint
JChemPaint — свободный кросс-платформенное Java-приложение для просмотра и редактирования двумерных химических формул, основанное на библиотеках Chemistry Development Kit.
Существует три версии JChemPaint: независимое приложение и два варианта апплета (для просмотра и редактирования молекул), которые могут быть внедрены в веб-страницы. Распространяемое на условиях GNU Lesser General Public License.
JChemPaint, кроме визуального создания и редактирования структур, позволяет определять химические реакции, задавая реагенты, продукты реакции и катализаторы, поддерживая при этом работу с заместителями (R-group logic), включая определение корневой структуры и присоединенных к ней заместителей.
Программой поддерживается импорт и экспорт структур в форматах SMILES, Chemical Markup Language и MDL (Mol и SDF), а также формирование из структур идентификаторов InChI; также поддерживается импорт и экспорт файлов реакций в формате MDL RXN.